# Виктор Пеки
Виктор Пеки (на испански: Víctor Pecci) е професионален парагвайски тенисист. 

## Биография
Виктор Пеки е роден на 15 октомври 1955 г. в Асунсион, Парагвай. Започва да играе тенис на 6 годишна възраст.

## Кариера
Виктор Пеки е считан за най-добрия парагвайски тенисист на всички времена. 
Като младеж печели Открития шампионат на Ролан Гарос през 1973 г.
Стига до 9 място в ранглистата на ATP през 1980 г. Най-големият успех в кариерата му е достигането до финал на Ролан Гарос през 1979, който губи от Бьорн Борг. През 1981 г. достига до полуфинал в същия турнир, но отново губи от шведския тенисист. Има 10 спечелени турнира от веригата на ATP.
Представя страната си на Купа Дейвис между 1982 и 1990 и е с основна заслуга за влизането на Парагвай в Световната група през 1982. Парагвай никога не преминава четвъртфиналната фаза в тази най-висока група на неофициалното световно първенство, но се задържа там без прекъсване до 1989 г.
Виктор Пеки се оттегля през 1990 г. Става капитан за Купа Дейвис на Парагвай от 2003 г. насам.

## Кариерна статистика

#### Финали отГолям шлем(1)
| година | турнир      | съперник   | резултат                |
| ------ | ----------- | ---------- | ----------------------- |
| 1979   | Ролан Гарос | Бьорн Борг | 3–6, 1–6, 7–6(8–6), 4–6 |

### Финали (10 титли; 22 финала)
|        | П–З | Година | Турнир          | Клас     | Настилка | Опонент       | Резултат                |
| ------ | --- | ------ | --------------- | -------- | -------- | ------------- | ----------------------- |
| Победа | 1–0 | 1976   | Мадрид Гран При | Гран При | Клей     | Ерик Дебликер | 7–5, 7–6, 3–6, 2–6, 6–4 |